# Якана
Якана (Jacana) — рід сивкоподібних птахів родини яканових (Jacanidae).

## Види
Рід містить два види:
- Якана червонолоба (Jacana jacana)
- Якана жовтолоба (Jacana spinosa)

## Поширення
Рід поширений у тропічних та субтропічних регіонах Америки.

## Опис
Птах завдовжки близько 22 см, з довгою шиєю і досить довгим жовтим дзьобом. Над дзьобом є червоний або жовтий м'ясистий наріст. Оперення чорне та коричневе. Махові пера жовто-зелені. Ноги довгі та сіруваті. Пальці довгі, призначені для ходьби по водній рослинності.

## Спосіб життя
Навколоводні птахи. Завдяки довгим ногам з довгими пальцями, пристосовані для ходьби по заростях водних рослин. Вони погано літають, але добре пірнають та плавають. Живляться водними комахами, молюсками та іншими безхребетними. Гнізда будують серед водної рослинності. Для виду характерна поліандрія. Самиця після спаровування відкладає 4 яйця у гніздо. Після цього вона йде на пошуки іншого партнера, а кладкою і потомством опікується самець.